# دان كيلي (سياسي)
دان كيلي هو سياسي أمريكي، ولد في 1970 في مارشالتاون في الولايات المتحدة. نشط حزبياً في Iowa Democratic Party ‏ والحزب الديمقراطي. وقد انتخب عضو مجلس نواب ولاية آيوا ‏.

## وصلات خارجية
- الموقع الرسمي